# Sicya laetula
Sicya laetula är en fjärilsart som beskrevs av Barnes och Mcdunnough 1916. Sicya laetula ingår i släktet Sicya och familjen mätare. Inga underarter finns listade i Catalogue of Life.